# 椎名治美
椎名 治美（しいな はるみ）は日本の作曲家。ゲーム音楽を中心に活動している。

## 概要

### 来歴
雑音工房Noiseの一員としてサフィズムの舷窓のBGMを一部担当しデビュー。
その後、ノーブランドサウンズ→Factory Noise&AG→アムーヴを経て、石川ナオトと共にEXELIONを設立した。

## 参加商業作品一覧
- サフィズムの舷窓
- LOVE NEGOTIATOR
- 腐り姫
- PINK PANZER
- 行殺・新選組ふれっしゅ
- CANNONBALL 〜ねこねこマシン猛レース!〜
- チェリーボーイにくびったけ
- 病憑き
- Little Little Election
- ライアー大戦 じゃんまげどん
- Forest
- お願いお星さま
- AngelBullet
- 羽くんの憂鬱
- ゆのはな
- あやかしびと
- PRINCESS WALTZ
- 遥かに仰ぎ、麗しの
- 超昂閃忍ハルカ
- てとてトライオン!
- しろくまベルスターズ♪
- 聖なるかな外伝・精霊天翔 〜壊れゆく世界の少女たち〜
- 恋色空模様
- 神聖にして侵すべからず

## 参加同人作品
「Mad Tea Party」「Dangerous Mezashi Cat」のメンバーであり、他には大江戸宅急便やTAMUSIC、CTBRにゲスト参加している。

## その他参加CD
- 東方紫香花 〜 Seasonal Dream Vision. （とらのあな）
- SUMMER MIX Main Store Ver. （とらのあな）
- Claymore （マカロンヴォックス）
- Tac-Note （ネクストン）
- PULLTOP VOCAL COLLECTION 『うたのかんづめ』 （PULLTOP）

## 関連人物
- 石川ナオト
- Studio A`
- 梅本竜
- 樋口秀樹
- 九十九百太郎
- 山西利治
- 柏木るざりん
- 原田ひとみ